# Brassac, Tarn
Brassac är en kommun i departementet Tarn i regionen Occitanien i södra Frankrike. Kommunen ligger i kantonen Brassac som tillhör arrondissementet Castres. År 2022 hade Brassac 1 293 invånare.

## Befolkningsutveckling
Antalet invånare i kommunen Brassac
| Referens: INSEE |